# Smrock (gmina)
Smrock (od 1973 Szelków) – dawna gmina wiejska istniejąca do 1954 roku w woj. warszawskim (dzisiejsze woj. mazowieckie). Nazwa gminy pochodzi od wsi Smrock, lecz siedzibą władz gminy był w Królestwie Polskim Orzyc, a w niepodległej Polsce Szelków.
W okresie międzywojennym gmina Smrock należała do powiatu makowskiego w woj. warszawskim. 1 kwietnia 1939 do gminy Smrock przyłączono gromadę Rostki Stróżne z gminy Sielc.
Po wojnie gmina zachowała przynależność administracyjną. Według stanu z 1 lipca 1952 roku gmina składała się z 24 gromad.
Jednostka została zniesiona 29 września 1954 roku wraz z reformą wprowadzającą gromady w miejsce gmin. Po reaktywowaniu gmin z dniem 1 stycznia 1973 roku gminy Smrock nie przywrócono, utworzono natomiast jej terytorialny odpowiednik, gminę Szelków.